# Muzeum Ziemi Lubartowskiej
Muzeum Ziemi Lubartowskiej (dawniej Muzeum Regionalne w Lubartowie) – muzeum w Lubartowie. Dawniej oddział Muzeum Lubelskiego.
Muzeum mieści się w XIX-wiecznym dworku. Statut otrzymało w 1966 r., a w 1970 zostało udostępnione społeczeństwu. W 1990 r. po remoncie budynku zainaugurowało ponownie działalność wystawienniczą. Od tego czasu zorganizowano tu wiele wystaw czasowych prezentujących zbiory własne, a także wypożyczone z innych muzeów, również prace młodych lubartowskich twórców: malarzy, rzeźbiarzy, fotografów itp.
Terenem działania muzeum jest powiat lubartowski. Placówka ma ponad 2500 eksponatów z takich dziedzin, jak: etnografia, historia, numizmatyka, archeologia. Wystawa stała „Z dziejów Lubartowa” prezentuje m.in. kopie dokumentów dotyczących najstarszych dziejów miasta (m.in. przywileju lokacyjnego). Częścią wystawy jest zbiór zdjęć dawnego Lubartowa oraz wyroby lubartowskiej fajansarni z lat 1840–1850.
W kwietniu 2014 decyzją Rady Miasta Lubartów dawniejsze Muzeum Regionalne w Lubartowie zostało przejęte i przekształcone w Muzeum Ziemi Lubartowskiej.